# 四条派
四条派（しじょうは）は、日本画界でも大きな派閥である。江戸時代中期頃、呉春（松村月渓）を祖とし、岡本豊彦や松村景文らが発展させ、京都画壇で一大勢力となり、その後塩川文麟、幸野楳嶺、竹内栖鳳、西山翠嶂、堂本印象などと現代まで続いている。

## 概要
四条派は、呉春を祖とする画家集団から始まる。
当初、呉春は与謝蕪村について、俳諧や文人画（南画）を学ぶ。その後一時、現在の大阪府池田市に滞在するものの、京都へ戻り円山応挙の門をたたくが、応挙は固辞して受けず、親友として待遇した。そのため呉春は応挙の写実性の薫陶を受け、独特の画風を構築していく。
呉春の弟子である岡本豊彦や実弟で弟子でもある松村景文などが、四条通周辺に居を構えたことから、「四条派」と呼ばれるようになった。
この頃から、宮中に出入りする一方で、京都の町衆の支持も受け、四条派は大きく発展していくことになる。
豊彦や景文は多くの弟子を持ち、その中でも豊彦の弟子である塩川文麟が突出した才能を示したため、四条派の後継者となる。
明治維新期には、文麟は西洋画の手法を取り入れ、それが四条派の画風を変えるきっかけとなった。それは文麟の後継者となる幸野楳嶺にも伝えられる。幸野楳嶺は、画家と言うよりも教育者としての側面が強く、竹内栖鳳や菊池芳文をはじめとする多くの弟子たちを育てた。
戦前には、実質的に竹内栖鳳が四条派を継ぐことになったが、栖鳳は狩野派や西洋画の写実画法などを積極的に取り入れ、再び四条派の画風を変えることになった。又、多くの弟子たちが個別に活躍するようになり、上村松園や西山翠嶂をはじめ、西村五雲、土田麦僊、小野竹喬、池田遙邨などが活躍した。
その後は、堂本印象、上村松篁、中村大三郎らが活躍し、現在に至っている。

## 黎明期（江戸時代）
「概要」にある程度書いたように、四条派は円山派の流れをくんではいるが、呉春は円山応挙と対立したわけではなく、蕪村から学んだ文人画（南画）を基礎とし、応挙の写生画風を取り入れ、独自の形で発展させ、四条派を作り上げる。つまり、円山派の発展形のひとつが四条派と言うことになる。
呉春は器用な人物で、独自の画風を簡単に作り上げた。そして、それに学ぼうと多くの弟子が集まる。代表的なのは、実弟の松村景文、備中国水江村から出てきた岡本豊彦、備前国から出てきた柴田義董、長門国赤間関から出てきた小田海僊らである。
呉春の弟子たちは、互いに切磋琢磨しあい、特に豊彦と景文が頭角をあらわし、「花鳥は景文、山水は豊彦」と言われるまでになる。
また、景文も豊彦も多くの弟子を持ち、景文の弟子には西山芳園、長谷川玉峰、横山清暉などがおり、豊彦の弟子には塩川文麟、岡本亮彦、柴田是真、田中日華などがいる。どちらも、一門を抱えるほどであったが、四条派を継いだのは豊彦の方であった。
豊彦は、有栖川宮家と親交があり、宮中にも出入りし、修学院離宮にも作品が残っている。また、弟子で養子の岡本亮彦は、安政2年（1855年）の京都御所再建時に、障壁画を任されるほどだった。
豊彦の弟子の中でも、特に才覚をあらわしたのが塩川文麟である。彼は呉春に褒められるほど、幼少の頃から才気だったところがあった。また、文麟は豊彦の肖像画も描いている。文麟が四条派を継いだのは自然な流れだったのかもしれない。

## 発展期（戦前）
塩川文麟が、明治になって積極的に西洋画の画法を取り入れた事によって、四条派の画風にも変化が起きる。それまでの構図や彩色法の型を破って、水彩画法を応用して従来の日本画になかった色彩を横長の画面で表現した。そう言った意味では、文麟は時代の先覚者であった。
文麟も多くの弟子を持ったが、その中で後継者となったのは幸野楳嶺だった。楳嶺の画風にはそれほど見るべき点は無いが、文麟が作り上げた画風を忠実に受けつぎながらも、幅広い画域を誇った。
しかし、楳嶺の本領は教育の分野で発揮された。京都府知事に画学校の設立を建議し「京都府画学校（後の「京都市立芸術大学」）」を設立し、教鞭をとっている。また、私塾を開き多くの弟子たちを育てた。その中に「楳嶺四天王」と呼ばれる竹内栖鳳や菊池芳文、都路華香、谷口香嶠たちがおり、その他にも上村松園（楳嶺の死後は栖鳳の下で学ぶ）がいた。楳嶺の教育方針は、基礎を徹底的に叩き込んだ後で、自由にさせるというもので、最初は弟子たちからは恐れられていたが、結構面倒見は良かったようで、常に弟子たちを引き立てるようにしていたという。
楳嶺の死後、「楳嶺四天王」の中でも竹内栖鳳が特に頭角をあらわし、京都府画学校を修了した後、京都の若手画家の先鋭として名を挙げていった。また「帝室技芸員」にも選ばれ、第1回の文化勲章を受章し、名実共に京都画壇の筆頭となっていく。
その後は、栖鳳や菊池芳文の弟子たちが、個別に活躍していく。有名なところでは、上村松園や西山翠嶂をはじめ、西村五雲、土田麦僊、小野竹喬、池田遙邨、谷口香嶠、橋本関雪、菊池契月などが活躍した。ところが、張作霖爆殺事件以後は、戦争の足音が響くようになり、栖鳳は軍部に協力することもあった。

## 安定期（戦後）
しかし、戦後になると文化勲章受章者の堂本印象や上村松篁、それ以外にも中村大三郎、宇田荻邨らが活躍し、またその弟子たちが現在活躍するに至っている。